# Altes Wachhaus (Cuxhaven)
Der ehemalige Alte Wachhaus an der Südersteinstraße/Schlossgarten 2 in der niedersächsischen Kreisstadt Cuxhaven im Landkreis Cuxhaven stammt aus der Mitte des 18. Jahrhunderts.
Aktuell (2024) wird es als Galerie und Kulturinformationsbüro/Theaterkasse der Stadt genutzt.
Das Gebäude in der Gruppe der Schlossbauten steht unter Denkmalschutz (siehe auch Liste der Baudenkmale in Cuxhaven).

## Geschichte und Beschreibung

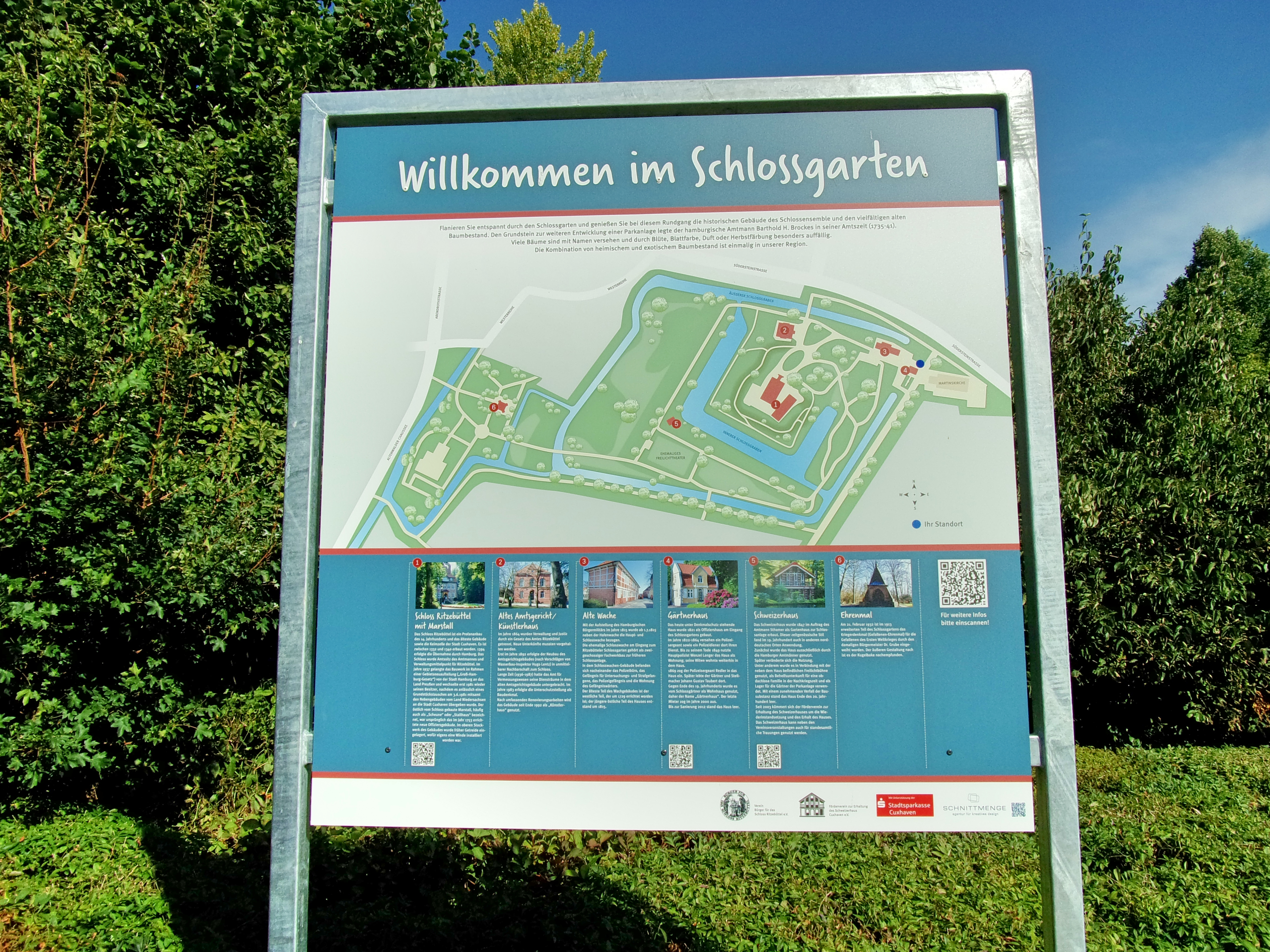
Nr. 3 im Plan

Schloss Ritzebüttel, als Burg zum Teil noch aus dem 14. Jahrhundert, umfasst das Schloss (Amtshaus) (14.–18. Jh.) den Marstall (1821), das Gerichtsgebäude (Künstlerhaus) (1892), das Wachhaus (Alte Wache) (um 1750), die Toranlage, die Gartenanlage mit Gärtnerhaus (1821) und Gartenhaus als Schweizerhaus (1847), einen Gedenkstein (1797), das Ehrenmal (1932) sowie die Burggräben.
Das zweigeschossige traufständige Gebäude in Fachwerk mit Steinausfachungen auf teils verklinkertem Erdgeschoss und dem leicht auskragenden Obergeschoss sowie mit ziegelgedecktem weit überstehenden Walmdach wurde um 1750 für das Schloss Ritzebüttel gebaut. Es steht an der Stelle der Toranlage, wo früher eine Zugbrücke über den äußeren Graben führte. In der ersten Hälfte des 19. Jahrhunderts wurde das Haus verlängert.
Das Landesdenkmalamt befand u. a.: „… ehemaligen Marstalls als Teil der Schlossanlage Ritzebüttel …“